# プライエイラ革命
プライエイラ革命（Praieira revolt, プライエイラかくめい、またはBeach rebellion）は、ブラジルでの1848年革命。1840年にペドロ2世 (ブラジル皇帝)が即位し第二帝政期が始まると、自由党と保守党の二大政党制が確立した。1848年革命の影響を恐れ1848年に保守党に政権を担当させると、この措置を不満に思った自由党によりペルナンブーコ州のレシフェでボルジェス・ダ・フォンセッカをリーダーに、連邦制の導入やポルトガル人の追放、普通選挙の導入などを目指して政府軍と衝突した。 